# Dominik od Matki Bożej
Dominik od Matki Bożej, właśc. Domenico Barberi (ur. 22 czerwca 1792 w Pallanzana k. Viterbo we Włoszech, zm. 27 sierpnia 1849 k. Reading w Anglii) – członek Zgromadzenia Męki Pańskiej i teolog, kapłan, błogosławiony Kościoła rzymskokatolickiego.

## Kult
Dominik został beatyfikowany przez Pawła VI w 1963.
Znany jako "Apostoł Anglii", zwany też apostołem zjednoczenia. Przyjął do Kościoła katolickiego J. H. Newmana.
Jego wspomnienie liturgiczne obchodzone jest 27 sierpnia.

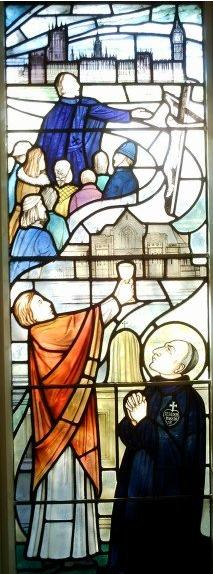
Witraż z bł. Dominikiem w kościele pasjonistek w Sutton, St Helens.
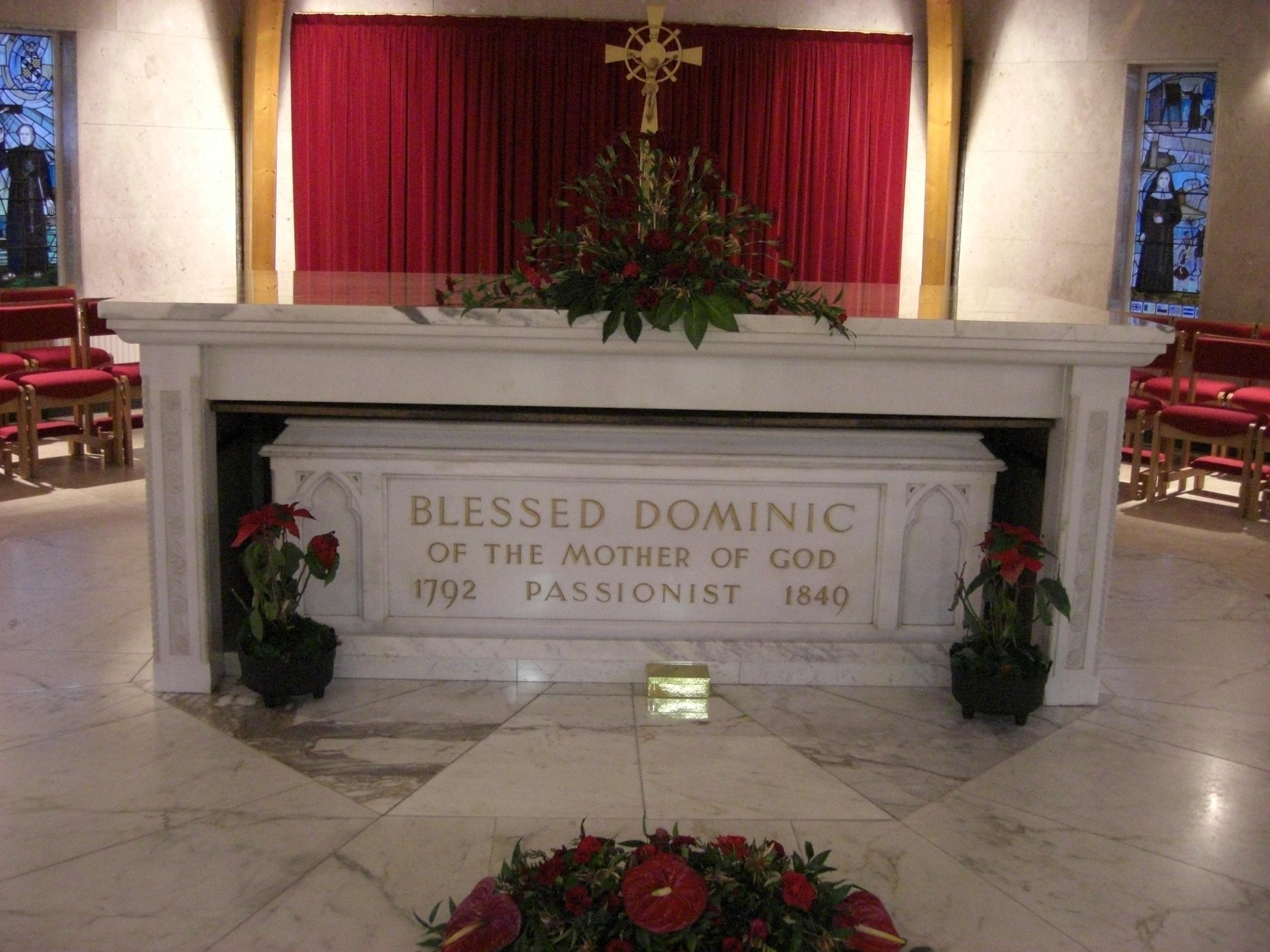
Grób bł. Dominika.